# Dee D. Jackson
Dee D. Jackson (pseudonimo di Deirdre Elaine Cozier; Oxford, 15 luglio 1954) è una cantante, musicista e produttrice discografica britannica nota soprattutto verso la fine degli anni settanta, nel pieno del fenomeno della Disco music.

## Biografia
Ha inciso il suo primo singolo Man of a Man (1978) senza ottenere il successo sperato. Automatic Lover, il secondo, ha fatto di lei la nuova promessa della Disco music in Europa e Brasile. Nel videoclip abbinato ha sfoggiato per la prima volta il suo "look spaziale". Soprattutto in Brasile il successo di Automatic Lover sarà particolarmente significativo grazie al suo inserimento nella colonna sonora della fortunatissima telenovela Dancin' Days e alla cover realizzata dalla soubrette locale Regina Shakti. Nello stesso anno Dee D. Jackson ha pubblicato l'album Cosmic Curves, un disco testimone del movimento musicale in corso proprio in quell'anno, la Space Disco. Meteor Man, suo terzo singolo, è uscito alla fine del 1978, ottenendo un enorme successo pari a quello di Automatic Lover in Brasile, Argentina, Europa e Giappone, dove è rimasto ai vertici delle classifiche per settimane.
Nel 1979 è stato pubblicato Fireball, un altro singolo, brano elettrico più duro dei precedenti. Incredibilmente non è riuscito, nonostante il richiamo visuale di Dee D. Jackson, a scalare le classifiche britanniche, mentre grazie ad una buona programmazione radiofonica e televisiva ha ottenuto un buon successo in Italia, Germania, Brasile, Argentina, Francia e Danimarca. La long-version (MIX 12") di Fireball è stata pubblicata solo in Germania e programmata con successo nelle discoteche. Sempre nel 1979, in Italia è uscito un singolo per l'estate dal titolo Which way is up?: per l'occasione Dee D. Jackson ha abbandonato definitivamente il look spaziale, che non proporrà più solo ed esclusivamente per il pubblico italiano, per indossare i panni più provocanti di sexy girl della musica disco-rock. Dee D. Jackson con questo brano ha partecipato al Festivalbar, la più importante manifestazione canora estiva italiana del periodo. In questa veste si è presentata anche sui palcoscenici italiani nella sua tournée invernale, nel corso della quale si è mostrata più scatenata che mai, tutta agilità ed estensione vocale, nonché dotata di carica interpretativa.
Dopo mesi di promozioni, apparizioni televisive e viaggi in tutti i paesi europei, nel 1980 è uscito per il mercato il suo secondo album realizzato a Los Angeles, intitolato Thunder and Lighting ( e The Fantastic in Italia), con due copertine evidenzianti il differente look di Dee D. Jackson, già proposto per il solo mercato italiano con Which way is up. Il primo singolo estratto SOS (love to the rescue) non è entrato nella classifica inglese, ma andrà molto bene in Francia, Germania, Brasile, Italia, Argentina e Giappone. Numerosi i passaggi televisivi in Italia, inclusa una nuova partecipazione al Festivalbar. Una curiosità di questo lavoro riguarda la sua diffusione nei paesi asiatici, avvenuta solo 4 anni dopo.
Nel 1981 è stato pubblicato il singolo Talk Me Down,  brano molto originale che ricorda vagamente il periodo spaziale e che ha visto la luce solo in Germania.
Nel 1982 si è trasferita definitivamente in Italia, inizialmente a Baia e Latina in provincia di Caserta, dove si sposerà e avrà un bambino. Qui ha scritto e composto altri brani, tornando saltuariamente ad Oxford per curare gli arrangiamenti ed il mixaggio, e a Monaco di Baviera per la registrazione. Nello stesso anno ha fatto uscire il singolo Shotgun. Nel 1984 farà un ritorno sulle scene italiane con il singolo My sweet carillon, seguito dal 45 giri Moonlight Starlight, un pezzo suggestivo e trascinante con sonorità curate nei minimi dettagli, molto apprezzato dal pubblico italiano. Tanti i passaggi televisivi: La corrida, Parolamia, Drive in, Blitz. Nel 1985 è uscito solo per l'Italia il singolo Heat of the night. Tre anni dopo Michael Cretu realizzerà una nuova versione di Automatic lover, ben accolta dal mercato europeo, ma soprattutto in Giappone il successo sarà enorme. Dopo ben 12 anni dal secondo LP è uscito finalmente Blame it on the rain, ma solo per il mercato italiano, un disco che tuttavia vedrà una scarsa distribuzione e promozione. Nel 1996 è uscito il CD singolo People e nel 1998 una nuova versione di Meteor Man  remixata da Mike Generale.
Dee D. Jackson vive attualmente nelle vicinanze di Torino ed ha anche una casa in Inghilterra e un'altra a Monaco di Baviera. Ha fondato con Mike Generale una casa di produzione chiamata D.D.E. (acronimo di Divine Dance Experience) che produce artisti Hip Hop, Garage rock e Trance.
Per una delle edizioni del programma cult Matricole & Meteore, in onda su Italia Uno, la Jackson ha partecipato in veste di inviata a caccia di meteore del mondo dello spettacolo.
Nel 2010 è uscita la sua prima vera raccolta in CD dal titolo Space and Time 2010 che contiene 17 brani, tra grandi successi e canzoni inedite.
Nel 2015 ha pubblicato l'album Her Story contenente ben 40 canzoni.

## Discografia

### Album
- 1978 - Cosmic Curves
- 1980 - Thunder & Lightning
- 1980 - The Fantastic
- 1982 - Profile
- 1995 - Blame It on the Rain
- 2015 - Her Story

### Raccolte
- 1998 - Il meglio
- 2010 - Space and Time 2010
- 2012 - Starlight

### Singoli
- 1978 - Man of a Man
- 1978 - Automatic Lover
- 1978 - Meteor Man
- 1979 - Fireball
- 1979 - Which Way Is Up?
- 1980 - SOS (love to the rescue)
- 1980 - Thunder and Lightining
- 1981 - Talk Me Down
- 1982 - Shotgun
- 1984 - My Sweet Carillon
- 1984 - Moonlight Starlight
- 1984 - Sky Walking
- 1985 - Heat of the Night
- 1988 - Automatic Lover 88
- 1996 - People
- 1997 - Meteor Man remixesnineteeninetyseven
- 1997 - Make My Day
- 1997 - Poppy Field
- 1999 - Make My Day 99
- 2010 - Dear Julie